# Madrinha do navio

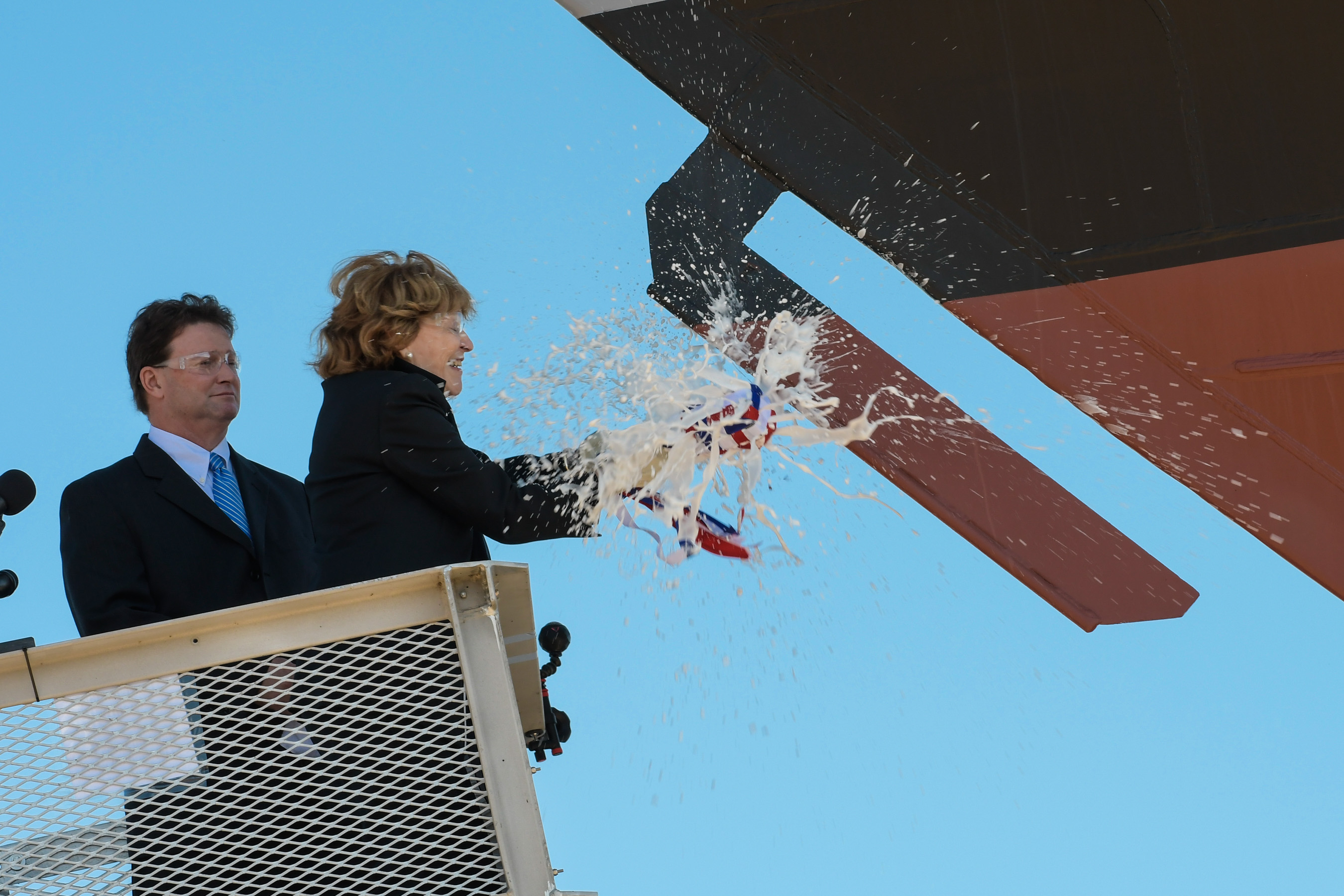
Kate Lehrer, madrinha do USS Wichita (LCS-13), quebra uma garrafa de champanhe no casco do navio durante uma cerimônia de batismo, em 2016

A madrinha do navio é uma mulher civil escolhida por seus laços com a embarcação ou com a missão que ela desempenha. Acredita-se que seu espírito e presença guiarão o navio durante todo o seu tempo em serviço, proporcionando boa sorte e proteção divina a ele e a todos os seus tripulantes.
É papel da Marinha promover um relacionamento positivo e ativo com a madrinha do navio, que espera-se durar desde sua escolha até o momento de sua retirada de serviço.

## Origens
Na França do século XVIII, os batizados de navios lembravam as cerimônias tradicionais de casamento, com um participante masculino, e outro feminino. Assim, o navio recebia tanto um padrinho, quanto uma madrinha, e ambos diziam o nome do navio enquanto o homem presenteava a mulher com flores.
No início do século XIX, a Rainha Vitória, da Inglaterra, inaugurou a participação das mulheres nesses eventos no país, ao presidir a cerimônia religiosa de lançamento de navios ingleses durante o seu reinado. Também no século XIX, mas nos Estados Unidos, a senhorita Lavinia Fanning Watson, filha de um membro da elite da Filadélfia, foi a primeira madrinha de navio reconhecida no país, quando usou uma mistura de água e vinho na proa do USS Germantown, para batizar a embarcação, em 1846. A partir daí, o aparecimento de madrinhas de navios se tornou cada vez mais comum.
O líquido empregado na cerimônia também mudou. No século XIX, conhaque e uísque eram usados, mas, a partir do final do mesmo século, o champanhe ganhou destaque nas cerimônias de batismo.

## Escolha
De acordo com uma longa tradição da Marinha dos Estados Unidos e da Guarda Costeira dos Estados Unidos, a madrinha do navio é selecionada pelo Secretário da Marinha.
Embora não exista um prazo definido para a escolha de uma madrinha, tal seleção costuma ocorrer, normalmente, antes de seu batismo e lançamento ao mar. No caso de navios nomeados em homenagem a indivíduos, costuma-se realizar um esforço para identificação da pessoa que seja a descendente direta mais velha e ainda viva daquele determinado indivíduo, para que possa desempenhar o papel de madrinha do navio. Já para navios que recebem outros nomes, é costume prestar homenagem às esposas de oficiais navais seniores, ou funcionários públicos.

### Laços com a missão do navio
Diversas madrinhas selecionadas até hoje possuíam laços profundos com a missão do navio. Quando o navio de escolta USS Harmon (DE-678), primeiro da Marinha estadunidense a receber o nome de um afro-americano, teve sua construção iniciada em 1943, foi amadrinhado por Naunita Harmon Carroll, mãe do falecido soldado Leonard Roy Harmon. Para a entrada em operação do USS Nimitz, em 1975, mais de vinte mil pessoas assistiram Catherine Nimitz, filha mais velha do falecido Almirante de Frota Chester W. Nimitz — Comandante Supremo das Forças do Pacífico dos Estados Unidos e das Forças Aliadas durante a Segunda Guerra Mundial —, cumprir seus deveres como madrinha do porta-aviões. As ex-primeiras-damas Hilary Clinton, Laura Bush e Michelle Obama amadrinharam, respectivamente, os submarinos de ataque rápido USS Columbia (SSN-771), USS Texas (SSN-775) e USS Illinois (SSN-786). Já a ex-primeira dama Jill Biden foi escolhida, em 2012, para amadrinhar o submarino de ataque USS Delaware (SSN-791).
Uma vez selecionada, a madrinha mantém essa função durante todo o período em que o navio estiver em serviço. Ela também escolhe uma ou mais damas de honra para ajudá-la na execução de suas funções oficiais e não oficiais junto à embarcação. A dama de honra, então, pode representar a madrinha em eventos e, se a madrinha precisar abandonar sua função, ou vier a falecer enquanto o navio ainda estiver em serviço, a dama de honra principal assumirá a função da madrinha em todas as suas funções oficiais.

### Brasil

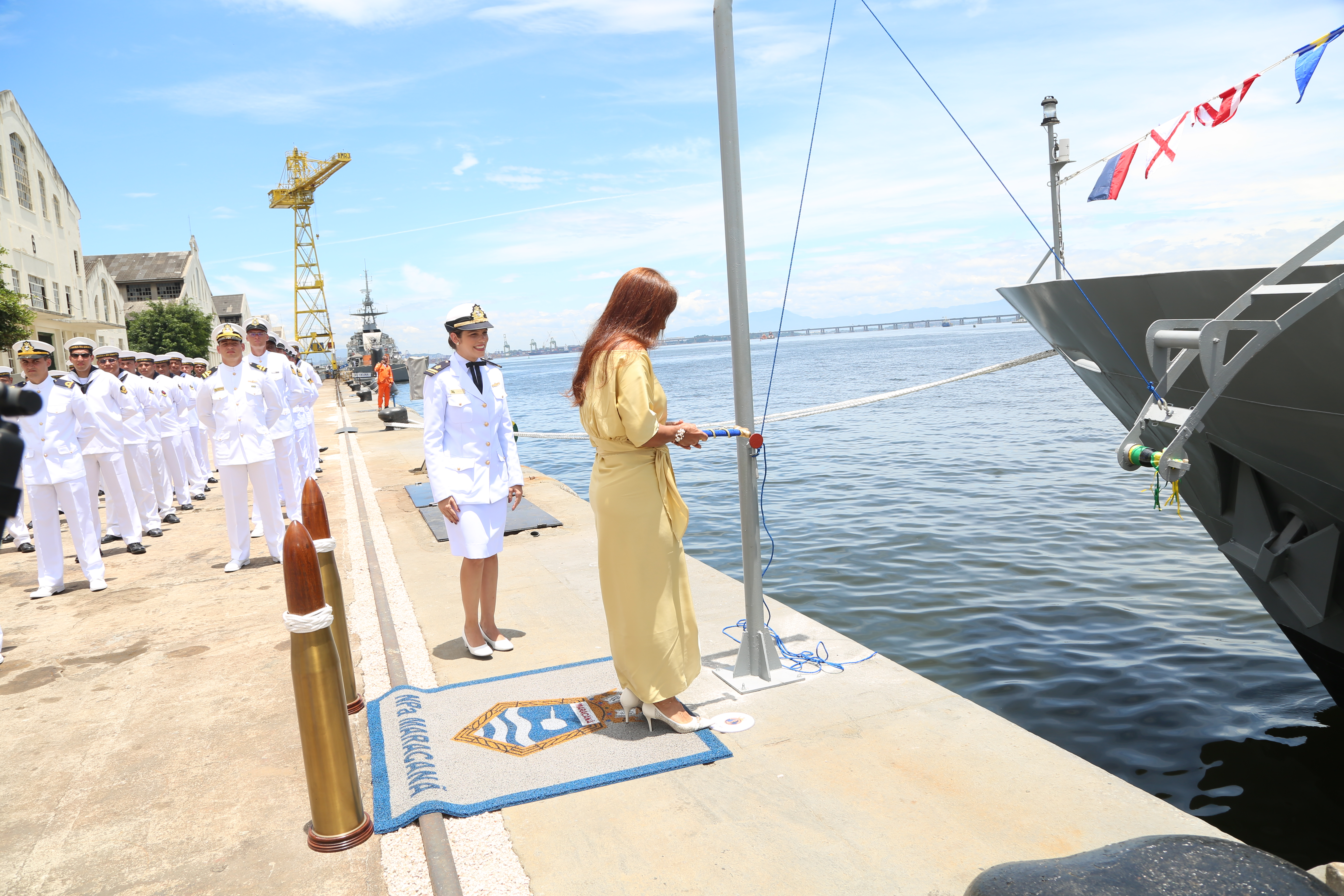
Cerimônia de batismo do navio-patrulha Maracanã (P-72), com a madrinha Selma Foligne, em 2022

A Marinha do Brasil, a exemplo de outros países, também segue a tradição de escolher e convidar uma madrinha para o batismo das embarcações brasileiras, que quebra uma garrafa de vidro no casco durante a cerimônia em que o navio, ou submarino, recebe seu nome oficial.
Em 1937, a primeira-dama Darcy Vargas, esposa do então Presidente Getúlio Vargas, batizou o monitor fluvial M Parnaíba (U-17), ainda em serviço atualmente. Construído no Arsenal de Marinha do Rio de Janeiro, na era de ouro da construção naval militar brasileira, é o mais antigo navio de guerra ainda em atividade na Marinha do Brasil.
Marly Macieira Sarney, esposa do então Presidente José Sarney, foi a madrinha da corveta Inhaúma (V-30), em 13 de dezembro de 1986. Ruth Cardoso, mulher do ex-presidente Fernando Henrique Cardoso, foi madrinha do submarino Timbira (S-32), lançado ao mar em 1996.
Em 14 de dezembro de 2018, Marcela Temer, esposa do então Presidente Michel Temer, foi convidada para batizar o primeiro submarino da Classe Riachuelo, o S Riachuelo (S-40). Adelaide Chaves Azevedo e Silva, esposa do então Ministro da Defesa, Fernando Azevedo, foi a madrinha do submarino Humaitá (S-41), em cerimônia em 11 de dezembro de 2020.
Em 27 de março de 2024, Rosângela da Silva, esposa do Presidente Luiz Inácio Lula da Silva, foi a madrinha do submarino Tonelero, terceiro dos cinco submarinos previstos para serem construídos em uma parceria entre Brasil e França, até 2033.

### Portugal
Para a Marinha Portuguesa, a escolha de uma madrinha é uma tradição que se perpetua em cada novo navio. A cerimônia de batismo inclui uma bênção proferida por um sacerdote e os votos de boa sorte ao navio e sua tripulação, dados pela madrinha do navio, que quebra uma garrafa de vinho em seu casco.
Em 22 de novembro de 1991, Maria dos Anjos Nogueira, esposa do então Ministro da Defesa Nacional Fernando Nogueira, foi convidada para batizar a fragata NRP Corte-Real (F332). O NRP Arpão (S161) foi batizado e lançado à agua em 19 de junho de 2009, sendo sua madrinha a doutora Maria Barroso.
Em 19 de dezembro de 2013, a então Secretária de Estado Adjunta e da Defesa Nacional, Berta Maria Cabral, foi a madrinha do NRP Figueira da Foz (P361). Em 20 de julho de 2018, Fernanda Gonçalves Tadeu, esposa do então Primeiro-Ministro António Costa, foi convidada a ser madrinha do NRP Sines (P362). Em 06 de fevereiro de 2019, Jessica Rachel Hallett, esposa do então  Ministro da Defesa Nacional, João Gomes Cravinho, foi a madrinha do NRP Setúbal (P363).

## Marinha mercante
No caso de embarcações da marinha mercante — dedicada à atividades marítimas de âmbito civil, como pesca, transporte de passageiros e carga, desporto e atividades recreativas —, não existem regras estabelecidas quanto à escolha de uma madrinha. A função de amadrinhar os navios é geralmente dedicada às parentes dos executivos da empresa proprietária da embarcação, mas a função também pode ser oferecida à esposa de um dos trabalhadores que construiu o navio, à professora que dava aulas de matemática a um dos arquitetos que projetou o navio, ou mesmo à celebridade favorita na opinião da equipe do estaleiro.
Em 1969, a Rainha Isabel II, do Reino Unido, batizou o RMS Queen Elizabeth 2, da Cunard Line, que recebeu seu nome. Foi o nascimento do transatlântico que, por sua vez, deu origem à era dos cruzeiros.